# Ewen (cráter)
Ewen es un pequeño cráter de impacto situado en la región ecuatorial de la cara oculta de la Luna. Está situado entre los cráteres Ibn Firnás (al sur) y Ostwald (al norte). En sus inmediaciones se localiza una serie de otros cinco pequeños cráteres: Carol, Kasper, Melissa, Romeo y Shahinaz.
Ubicado en el sector noroeste de la cara exterior del brocal de Ibn Firnás, su forma es casi circular, con una mínima plataforma interior de bajo albedo.

## Designación
El nombre procede de una designación originalmente no oficial, contenida en la página 65C1/S2 de la serie de planos del Lunar Topophotomap de la NASA, que fue adoptada por la UAI en 1979.

## Referencias

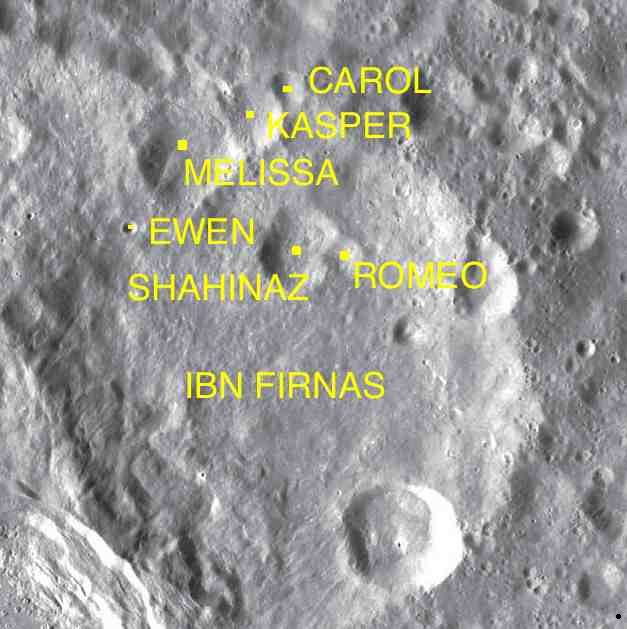
Cráteres cercanos a Ibn Firnás